# Denis Foyatier
Denis Foyatier   (Bussières, 21 de setembre de 1793 - 6è districte de París, 19 de novembre de 1863) va ser un escultor i pintor francès.